# Fritz Bartl
Fritz Bartl (* 23. Dezember 1894 in Wien, Österreich-Ungarn; † 27. Juli 1962 in Wien, Österreich) war ein österreichischer Arbeiterdichter und Schriftsteller.

## Leben
Fritz Bartl wurde als Sohn von Franz und Viktoria Bartl (geb. Strecka) geboren. Er wurde nach seiner Schulzeit Kellner und fing als Picollo im Hotel de France an. Während des Ersten Weltkrieges wurde er zum Invaliden. 1917 heiratete er Maria Polasek. In der Zeit der Weltwirtschaftskrise schlug er sich als Hilfsarbeiter durch, war schließlich bis 1934 Bahnangestellter.
Von 1930 bis 1934 war er Vorstandsmitglied des Bundes proletarisch-revolutionärer Schriftsteller Österreichs, der 1930 nach deutschem Vorbild gegründet worden war. Er veröffentlichte sozial-satirische Gedichte und schrieb Theaterstücke im Wiener Dialekt. Es gab Veröffentlichungen in der Arbeiter-Zeitung. 1933 wurde er Vorstandsmitglied der Vereinigung sozialistischer Schriftsteller.
Während des Austrofaschismus war Fritz Bartl Mitarbeiter der Zeitschrift Arbeiterwoche. Während der NS-Herrschaft war er im Widerstand. Nach 1945 arbeitete er als Angestellter, publizierte Artikel und Dialektgedichte.

## Werke
- Österreichische Menschen. Gedichte. Ein Zyklus, Wien 1933
- Was ich alles sah, Wien 1936
- Große Menschen. Gedichte, Wien 1936
- Freudenau 1943. Ein wienerisches Epos in Spielszenen. Wien 1945
- Wurstelprater. Ein wienerisches Epos, Wien 1946
- Menschen. Gedichte, Wien 1948